# Комароловка білощока
Комароловка білощока (Polioptila albiloris) — вид горобцеподібних птахів родини комароловкових (Polioptilidae).

## Поширення
Вид поширений в Центральній Америці. Трапляється на південному заході Мексики, на півдні Гватемали, в Гондурасі, Сальвадорі, на заході Нікарагуа, та північному заході Коста-Рики. Живе у тропічних і субтропічних вологих і сухих лісах, чагарникових заростях та на високогірних луках.

## Підвиди
- Polioptila albiloris albiloris
- Polioptila albiloris vanrossemi